# Li Ziqi
Li Ziqi (chinesisch 李子柒, Pinyin Lǐ Zǐqī; * 6. Juli 1990 in Mianyang, Sichuan, China) ist eine chinesische Foodbloggerin und Internetberühmtheit.

## Internettätigkeit
Li Ziqi erstellt in ihrer Heimatstadt im ländlichen Mianyang in der Provinz Sichuan Lebensmittel- und Handwerksvideos, die oft aus grundlegenden, selbst angebauten oder geernteten Zutaten und mit typisch chinesischen Werkzeugen unter Verwendung traditioneller chinesischer Techniken hergestellt werden. 2019 hatte sie über 6,5 Mio. Abonnenten auf YouTube und 16 Millionen Follower auf Sina Weibo und viele Blogger dazu inspiriert, ähnlichen Content zu posten. Mitte September 2020 hatte sie über 12,3 Mio. Abonnenten auf YouTube. Ihr YouTube-Kanal war damit der meist abonnierte der Volksrepublik China. Ende Januar 2021 war er mit 14,1 Mio. Abos der meist abonnierte chinesischsprachige YouTube-Kanal weltweit.
Aufgrund eines Rechtsstreites mit ihrem Agenten Hangzhou Weinian Brand Management Co lädt sie seit Juli 2021 keine neuen Videos mehr hoch.
Am 27. Dezember 2022 wurde Li Ziqi Eigentümerin des Unternehmens "Ziqi Culture Communication", die die Rechte an ihrer Marke hält.
Seit Ende 2024 postet sie wieder auf Youtube. 

## Privatleben
Li lebt mit ihrer Großmutter auf dem Land in Pingwu, Mianyang im Südwesten Chinas in der Provinz Sichuan.